# Пітер Кушинг
Пітер Ку́шинг (англ. Peter Cushing; 26 травня 1913 — 11 серпня 1994) — британський актор.

## Біографія
Пітер Кушинг народився 26 травня 1913 року в місті Кенлі (графство Суррей, Англія). Батько Джордж Едвард Кушинг топограф, мати Неллі Марія Кінг. Пітер і його старший брат Девід жили спочатку в Dulwich Village, південному передмісті Лондона, а потім переїхали назад у графство Суррей. У ранньому віці, Кушинг починає цікавиться акторством, натхненний своєю улюбленою тіткою, яка була театральною актрисою. У школі також займався малюванням, цю здібність надалі він використав у своїй першій роботі як помічника землеміра. Грав у місцевому аматорському театрі до переїзду в Лондон, де навчався у школі музики і драми Guildhall. 1939 року Кушинг вирушив до Голлівуду, де отримав роль другого плану у фільмі «Людина в залізній масці», а також виступав на Бродвеї. Під час Другої світової війни повертається на батьківщину і приєднується до Entertainment National Services Association. Після війни першим фільмом був «Гамлет» (1948), в якому Кушинг зіграв епізодичну роль разом зі своїм майбутнім партнером по фільмах жахів Крістофером Лі.
Кушинг одружений був один раз на Гелен Бек з 1943 по 1971 рік, коли дружина померла. Помер 11 серпня 1994 року у Кентербері (Англія) від раку простати.

## Вибіркова фільмографія
| Рік  |    | Українська назва                    | Оригінальна назва                      | Роль                           |
| ---- | -- | ----------------------------------- | -------------------------------------- | ------------------------------ |
| 1948 | ф  | Гамлет                              | Hamlet                                 | Озрік                          |
| 1952 | тф | Гордість і упередження              | Pride and Prejudice                    | Фіцвільям Дарсі                |
| 1952 | ф  | Мулен Руж                           | Moulin Rouge                           | Марсель де ла Воіс'єр          |
| 1954 | ф  | Чорний Лицар                        | The Black Knight                       | сер Паламідес                  |
| 1955 | ф  |                                     | The End of the Affair                  | Генрі Майлз                    |
| 1956 | ф  | Александр Великий                   | Alexander the Great                    | генерал Мемнон                 |
| 1957 | ф  | Прокляття Франкенштейна             | The Curse of Frankenstein              | Віктор Франкенштейн            |
| 1957 | ф  | Снігова людина                      | The Abominable Snowman                 | доктор Ролласон                |
| 1958 | ф  | Дракула                             | Dracula                                | доктор Ван Хельсинг            |
| 1958 | ф  | Помста Франкенштейна                | The Revenge of Frankenstein            | Віктор Франкенштейн            |
| 1959 | ф  | Собака Баскервілів                  | The Hound of the Baskervilles          | Шерлок Холмс                   |
| 1959 | ф  | Мумія                               | The Mummy                              | Джон Беннінг                   |
| 1959 | ф  | Джон Пол Джонс                      | John Paul Jones                        | капітан Річард Пірсон          |
| 1960 | ф  | Плоть і демони                      | The Flesh and the Fiends               | доктор Роберт Нокс             |
| 1960 | ф  | Наречені Дракули                    | The Brides of Dracula                  | доктор Ван Хельсинг            |
| 1960 | ф  | Меч Шервудського лісу               | Sword of Sherwood Forest               | шериф Ноттінгема               |
| 1961 | ф  | Лють у затоці контрабандистів       | Fury at Smugglers' Bay                 | сквайр Тревеняна               |
| 1961 | ф  |                                     | The Hellfire Club                      | Мерріветтер                    |
| 1962 | ф  |                                     | Captain Clegg                          | Парсон Блісс                   |
| 1963 | ф  |                                     | The Man Who Finally Died               | доктор Петер фон Брехт         |
| 1964 | ф  | Зло Франкенштейна                   | The Evil of Frankenstein               | Віктор Франкенштейн            |
| 1964 | ф  | Горгона                             | The Gorgon                             | доктор Намарофф                |
| 1965 | ф  | Будинок жахів доктора Терора        | Dr. Terror's House of Horrors          | «доктор Терор» / доктор Шрек   |
| 1965 | ф  | Вона                                | She                                    | майор Голлі                    |
| 1965 | ф  | Череп                               | The Skull                              | доктор Крістофер Мейтленд      |
| 1965 | ф  | Доктор Хто і далеки                 | Dr. Who and the Daleks                 | Доктор Хто                     |
| 1966 | ф  | Вторгнення далеків на Землю         | Daleks' Invasion Earth 2150 A.D.       | Доктор Хто                     |
| 1967 | ф  | Франкенштейн стрворив жінку         | Frankenstein Created Woman             | Барон Франкенштейн             |
| 1967 | ф  | Ніч великої спеки                   | Night of the Big Heat                  | доктор Вернон Стоун            |
| 1967 | ф  |                                     | Torture Garden                         | Ланселот Канінг                |
| 1968 | с  | Шерлок Холмс                        | Sherlock Holmes                        | Шерлок Холмс                   |
| 1969 | ф  | Франкенштейн повинен бути знищений  | Frankenstein Must Be Destroyed         | Барон Франкенштейн             |
| 1970 | ф  | Крик і знову крик                   | Scream and Scream Again                | майор Генріх Бенедек           |
| 1970 | ф  | Коханки-вампірки                    | The Vampire Lovers                     | генерал фон Шпільсдорф         |
| 1971 | ф  | Будинок, де стікає кров             | The House That Dripped Blood           | Філіп Грейсон                  |
| 1971 | ф  | Я, монстр                           | I, Monster                             | Фредерік Аттерсон              |
| 1972 | ф  | Байки зі склепу                     | Tales from the Crypt                   | Артур Едвард Грімсдайк         |
| 1972 | ф  | Дракула, рік 1972                   | Dracula A.D. 1972                      | професор Ван Хельсинг          |
| 1972 | ф  | Психлікарня                         | Asylum                                 | містер Сміт                    |
| 1972 | ф  | Поїзд жахів                         | Horror Express                         | доктор Веллс                   |
| 1973 | ф  | Тільки ніч                          | Nothing But the Night                  | сер Марк Ешлі                  |
| 1973 | ф  | Повзуча плоть                       | The Creeping Flesh                     | Еммануїл Хілдрен               |
| 1973 | ф  | Сатанинські обряди Дракули          | The Satanic Rites of Dracula           | професор Лоррімер Ван Хельсинг |
| 1974 | ф  | З могили                            | From Beyond the Grave                  | власник антикварного магазину  |
| 1974 | ф  | Франкенштейн і чудовисько з пекла   | Frankenstein and the Monster from Hell | Барон Франкенштейн             |
| 1974 | ф  | Легенда про 7 золотих вампірів      | The Legend of the 7 Golden Vampires    | професор Ван Хельсинг          |
| 1975 | ф  |                                     | Legend of the Werewolf                 | професор Пауль                 |
| 1976 | ф  | Судовий поєдинок                    | Trial by Combat                        | сер Едвард Гіффорд             |
| 1976 | ф  | Земля Мінотавра                     | The Devil's Men                        | Барон Карофакс                 |
| 1977 | ф  | Зоряні війни. Епізод IV. Нова надія | Star Wars Episode IV: A New Hope       | Вілгуфф Таркін                 |
| 1977 | ф  | Моторошні створення                 | The Uncanny                            | Вілбур                         |
| 1979 | ф  | Арабські пригоди                    | Arabian Adventure                      | Вазир Аль Вузара               |
| 1983 | ф  | Будинок довгих тіней                | House of the Long Shadows              | Себастьян Грайсбен             |
| 1984 | ф  | Цілком таємно!                      | Top Secret!                            | власник книжкового магазину    |
| 1984 | тф |                                     | The Masks of Death                     | Шерлок Холмс                   |
| 1984 | ф  |                                     | Sword of the Valiant                   | сенешаль Гаспар                |
| 1986 | ф  |                                     | Biggles                                | Вільям Реймонд                 |